# Leonard Nimoy
Leonard Simon Nimoy (Boston, 26 marzo 1931 – Los Angeles, 27 febbraio 2015) è stato un attore, regista e sceneggiatore statunitense, attivo al cinema, in televisione e a teatro.
È noto soprattutto per avere interpretato il vulcaniano Spock nel franchise di fantascienza Star Trek, apparendo fin dall'episodio pilota Lo zoo di Talos, nel 1964 e nella serie classica (1966-1969), nella serie Star Trek: The Next Generation e in otto film del franchise, oltre ad aver dato la voce al proprio personaggio nella serie animata (1973-1974) e in alcuni videogiochi.
Fuori dal set, si cimentò anche come scrittore, poeta e musicista, mentre come fotografo inaugurò, nel maggio 2008, una mostra denominata Full Body.
Nel 1985 gli è stata dedicata una stella sulla Walk of Fame per la sezione cinema, al 6651 di Hollywood Boulevard. Nel 1987 e nel 2009 è stato premiato con due premi alla carriera ai Saturn Award. Nel 2021 la Online Film & Television Association gli ha dedicato un OFTA TV Hall of Fame per il personaggio di Spock.

## Biografia

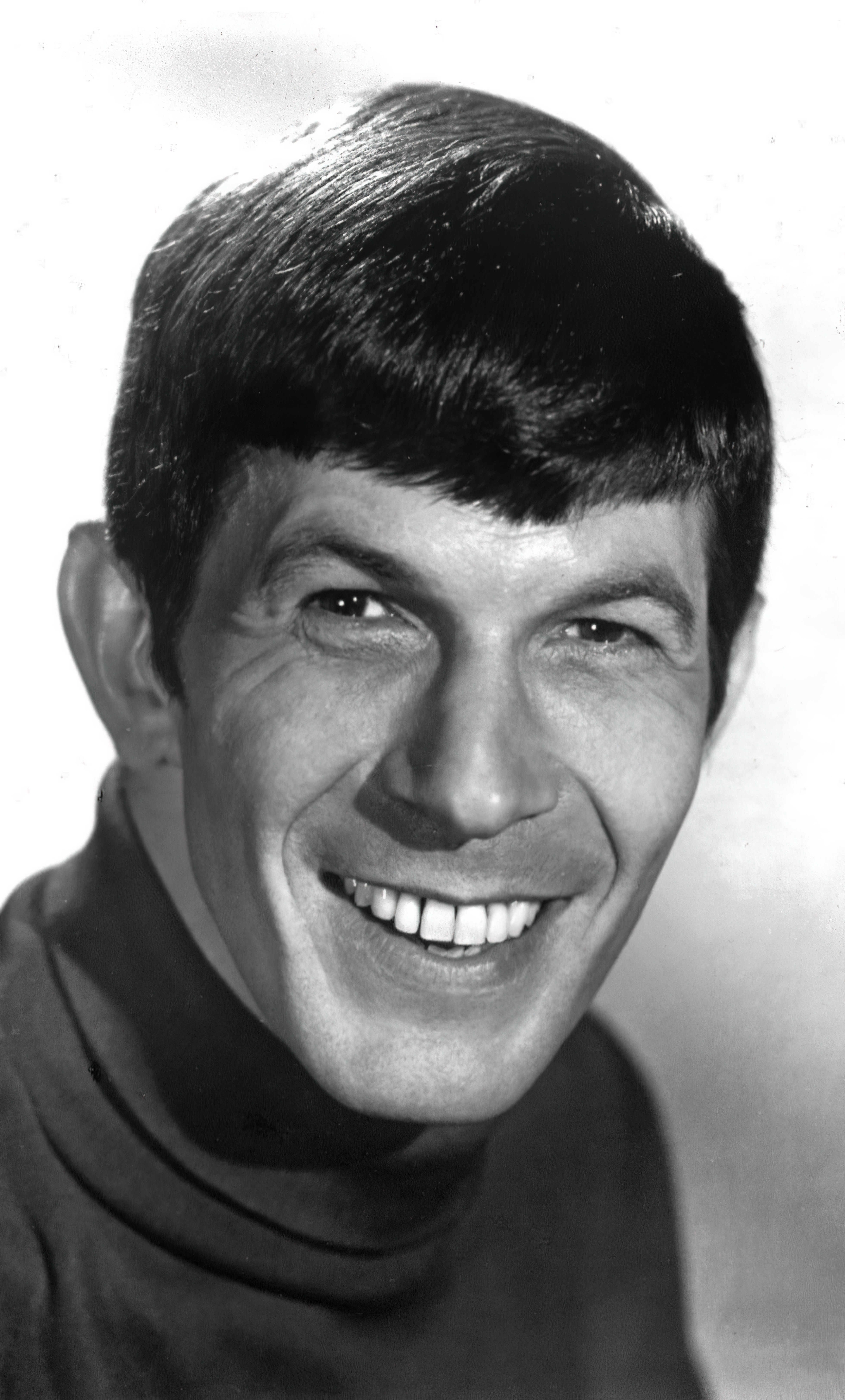
Leonard Nimoy in una foto promozionale di Star Trek (1966)

### Primi anni
Nimoy nacque a Boston in Massachusetts da immigranti ebrei di lingua yiddish provenienti da Zaslavia, oggi in Ucraina. Suo padre, Max Nimoy, gestiva un negozio di barbiere. Sua madre, Dora Nimoy (nata Spinner), era casalinga. Cominciò a recitare all'età di 8 anni. Il suo primo ruolo principale fu quello di Ralphie in Awake and Sing di Clifford Odets a 17 anni. Studiò fotografia all'Università della California di Los Angeles e ad un certo punto della sua vita, considerò l'idea di cambiare carriera. Prese lezioni di recitazione al Boston College nel 1953, ma non terminò gli studi. e conseguì un Master of Arts in Scienze dell'Educazione nonché un dottorato honoris causa all'Antioch University in Ohio.
Nel 1953 si arruolò nell'Esercito degli Stati Uniti servendo per diciotto mesi come riservista, congedandosi con il grado di sergente nel novembre del 1955.

### Carriera
Il ruolo più famoso ricoperto da Nimoy è quello di Spock, un ibrido umano-vulcaniano, nella serie televisiva Star Trek, che fu messa in onda dal 1966 al 1969. La sua interpretazione gli valse tre candidature al premio Emmy.
Nimoy e William Shatner - che avrebbe recitato la parte del superiore di Spock, il capitano James T. Kirk della nave stellare USS Enterprise - erano da parti opposte della Cortina di Ferro nell'episodio del 1964 di Organizzazione U.N.C.L.E., intitolato The Project Strigas Affair.
Nimoy continuò ad interpretare Spock doppiandolo nella serie animata tratta dalla serie originale, in due episodi della serie Star Trek: The Next Generation e nei primi sei film di Star Trek con il cast originale della serie televisiva; interpretò Spock anziano in Star Trek (2009) e Into Darkness - Star Trek (2013), diretti entrambi da J. J. Abrams.

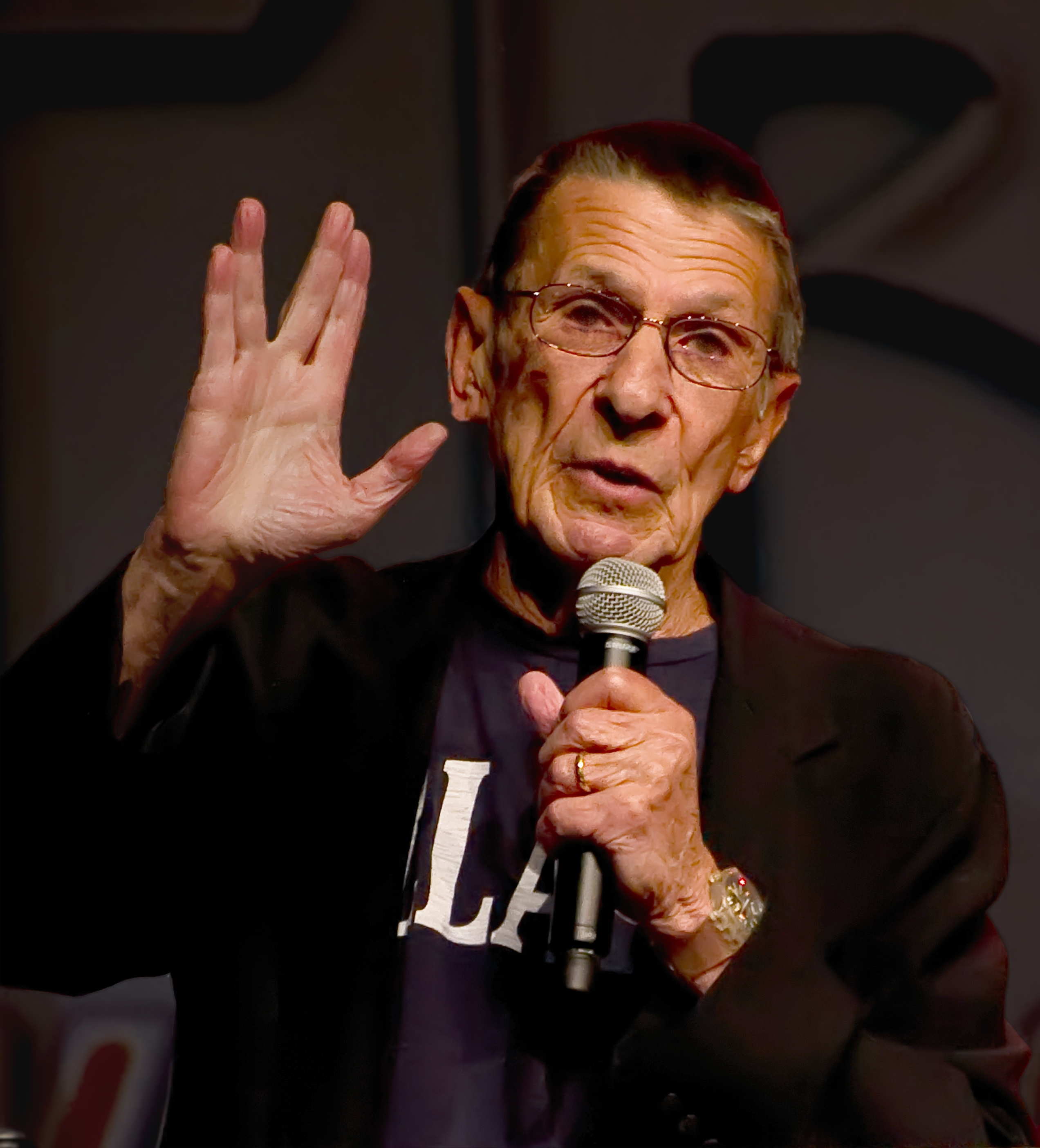
Leonard Nimoy alla convention di Star Trek di Las Vegas nel 2011

Prima del suo successo con Star Trek (notevolmente accresciutosi nel corso degli anni dopo la chiusura della serie), Nimoy aveva recitato in più di cinquanta film o serie televisive. Inizialmente interpretò piccoli ruoli in film di serie B, serie TV come Dragnet e serial cinematografici come Zombies of the Stratosphere. Ricoprì il ruolo di un sergente dell'esercito nel thriller fantascientifico Assalto alla Terra (1954) e fece una comparsa come "Sonarman" in due episodi della serie bellica The Silent Service (1957-1958), ispirata a un fatto realmente accaduto nella sezione sommergibili della Marina degli Stati Uniti. Negli anni sessanta apparve in numerose serie televisive, come Bonanza, Undicesima ora, Get Smart, Two Faces West, The Outer Limits, Combat!, Perry Mason, Mistero in galleria e Colombo. Recitò inoltre nel film Il balcone (1963), adattamento dell'omonima opera teatrale di Jean Genet. Nel 1968 incise l'album The Way I Feel, che comprendeva, tra gli altri, una cover di If I Had a Hammer di Pete Seeger. In seguito alla cancellazione di Star Trek, entrò subito dopo nel cast della serie spionistica Missione impossibile, che stava cercando un rimpiazzo per Martin Landau. Gli fu assegnato il ruolo di un agente dell'IMF con un passato da prestigiatore ed esperto di make-up, l'"Incredibile Paris". Ricoprì questo ruolo dal 1969 al 1971, nella quarta e quinta stagione della serie. 
Sul grande schermo recitò insieme con Yul Brynner e Richard Crenna nel film western Catlow (1971) e apparve in vari film TV degli anni settanta, come Assault on the Wayne (1970), Una testa di lupo mozzata! (1972), L'ultimo colpo dell'ispettore Clark (1973), The Missing Are Deadly (1974), Seizure: The Story of Kathy Morris (1980). Alla fine del decennio presentò la serie televisiva In Search of..., che indagava su eventi o soggetti inspiegabili o paranormali. Ebbe anche una parte nel film Terrore dallo spazio profondo, remake del 1978 di Philip Kaufman de L'invasione degli Ultracorpi, e recitò nella miniserie Marco Polo (1982) e nel film TV Una donna di nome Golda (1982), che gli valse una candidatura al premio Emmy come miglior attore non protagonista. Durante questo periodo Nimoy ricevette critiche molto favorevoli per una serie di ruoli sul palcoscenico. Apparve in opere teatrali come Vincent, Fiddler on the Roof, The Man in the Glass Booth, Oliver!, Six Rms Riv Vu, Full Circle, Camelot, One Flew Over the Cuckoo's Nest, The King and I, Caligola, The Four Poster, La dodicesima notte, Sherlock Holmes, Equus, My Fair Lady.
Nel marzo 2010 annunciò il ritiro dalle scene dopo aver finito di girare l'ultimo episodio della seconda stagione di Fringe. Poiché nella terza stagione si era reso necessario far tornare in scena il suo personaggio, William Bell, gli sceneggiatori utilizzarono un suo alter ego in versione animata, giustificato dal fatto che la scena avveniva durante una visione onirica di uno dei protagonisti. Nel 2011 recitò nel videoclip alternativo della canzone di Bruno Mars, The Lazy Song. Nel 2012 riapparve negli episodi 21 e 22 della quarta stagione della serie, sempre nello stesso ruolo. Successivamente si concesse alcuni camei vocali in Transformers 3, nella serie televisiva The Big Bang Theory e riprese il personaggio del Maestro Xehanort nel videogioco Kingdom Hearts 3D: Dream Drop Distance (a cui aveva già prestato la voce in Kingdom Hearts Birth by Sleep).

### Malattia e morte
Nel febbraio 2014 rivelò di essere affetto da broncopneumopatia cronica ostruttiva, malattia da lui attribuita al suo passato di accanito fumatore. Il 19 febbraio 2015 fu ricoverato d'urgenza all'UCLA Medical Center a causa di forti dolori al petto, venendo poi dimesso alcuni giorni dopo. È morto il 27 febbraio 2015 nella sua casa a Los Angeles all'età di 83 anni a causa delle complicanze della malattia di cui era affetto; riposa nel Hillside Memorial Park Cemetery di Los Angeles, nello stato della California.
Le sue ultime parole pubbliche, lasciate ai suoi milioni di fan tramite Twitter, sono state:
(Leonard Nimoy)
La frase è nota agli estimatori della serie televisiva Star Trek in quanto trattasi di un saluto di augurio pronunciato dal personaggio Spock e dal popolo vulcaniano.
In seguito alla sua scomparsa, l'amico William Shatner, il capitano Kirk di Star Trek, ha scritto su Twitter: "Gli volevo bene come a un fratello... Mancheranno a tutti il suo senso dell'umorismo, il suo talento, e la sua capacità di amare". George Takei (Sulu in Star Trek) alla notizia ha dichiarato: «Si abusa spesso della parola "straordinario", tuttavia questo termine credo sia veramente appropriato per Leonard. Era un uomo di grande talento e un essere umano estremamente dignitoso».

## Filmografia

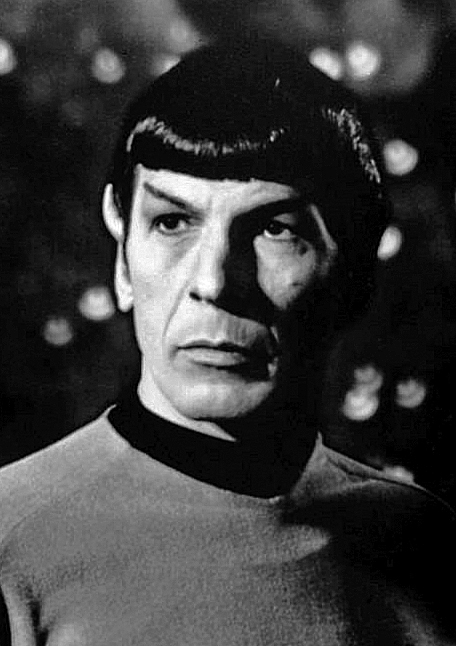
Leonard Nimoy negli anni sessanta nella parte di Spock

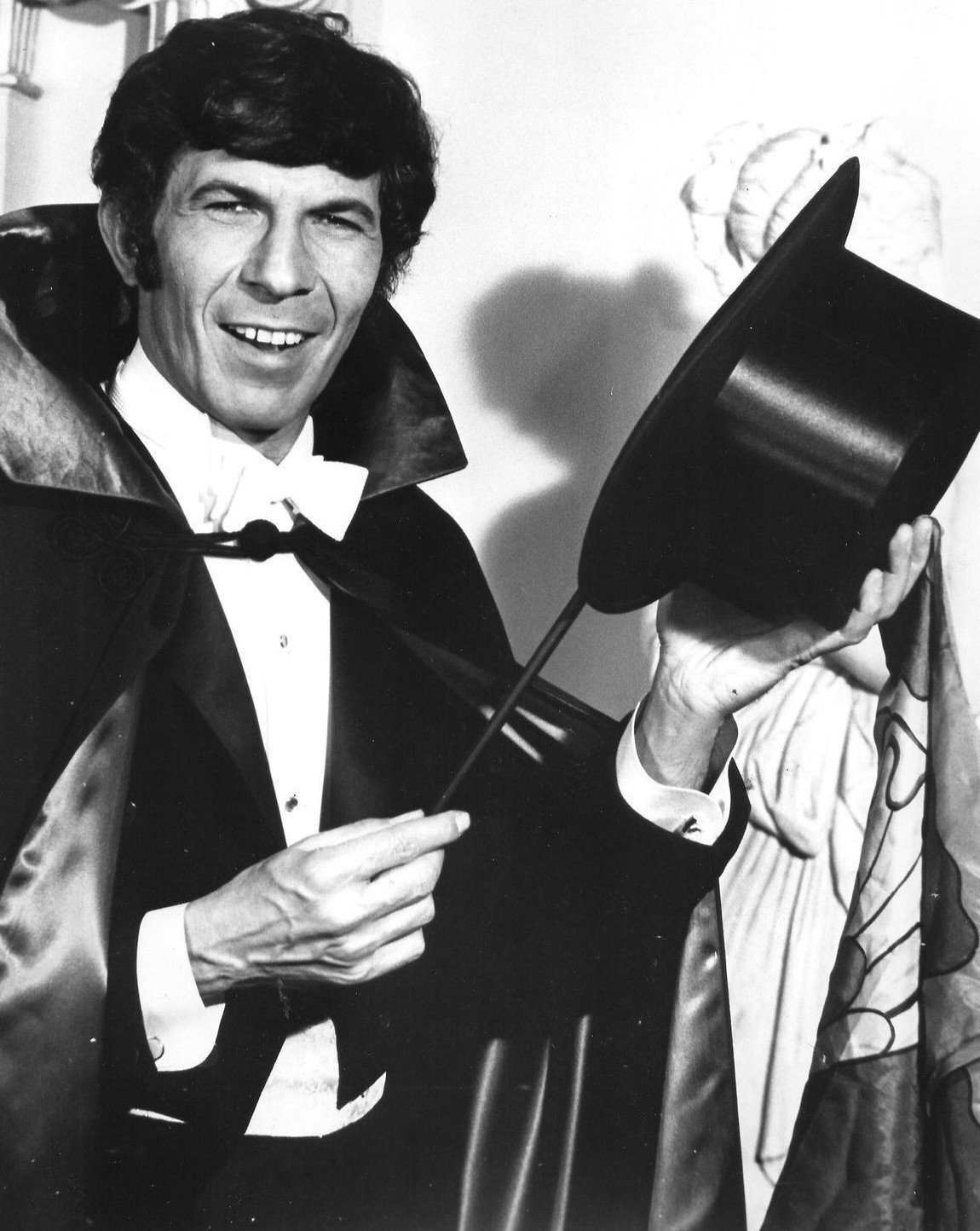
Leonard Nimoy nel 1970 nella serie Missione impossibile

### Attore

#### Cinema
- Sogni ad occhi aperti (Queen for a Day), regia di Arthur Lubin (1951)
- Il gatto milionario (Rhubarb), regia di Arthur Lubin (1951) – non accreditato
- Kid Monk Baroni, regia di Harold D. Schuster (1952)
- Francis all'Accademia (Francis Goes to West Point), regia di Arthur Lubin (1952) – non accreditato
- Zombies of the Stratosphere, regia di Fred C. Brannon (1952)
- Old Overland Trail, regia di William Witney (1953)
- Assalto alla Terra (Them!), regia di Gordon Douglas (1954) – non accreditato
- The Brain Eaters, regia di Bruno VeSota (1958)
- Il balcone (The Balcony), regia di Joseph Strick (1963)
- Deathwatch, regia di Vic Morrow (1966)
- Catlow, regia di Sam Wanamaker (1971)
- Reading Poetry - Mending Wall - Robert Frost, regia di Robert Storey – cortometraggio (1972)
- Terrore dallo spazio profondo (Invasion of the Body Snatchers), regia di Philip Kaufman (1978)
- Star Trek (Star Trek: The Motion Picture), regia di Robert Wise (1979) – Spock
- Star Trek II - L'ira di Khan (Star Trek II: The Wrath of Khan), regia di Nicholas Meyer (1982) – Spock
- Star Trek III - Alla ricerca di Spock (Star Trek III: The Search for Spock), regia di Leonard Nimoy (1984) – Spock
- Rotta verso la Terra (Star Trek IV: The Voyage Home), regia di Leonard Nimoy (1986) – Spock
- Star Trek V - L'ultima frontiera (Star Trek V: The Final Frontier), regia di William Shatner (1989) – Spock
- Rotta verso l'ignoto (Star Trek VI: The Undiscovered Country), regia di Nicholas Meyer (1991) – Spock
- The First Men in the Moon, regia di Jack Fletcher – mediometraggio direct-to-video (1997)
- Star Trek, regia di J. J. Abrams (2009) – Spock
- Billy Blackburn's Treasure Chest: Rare Home Movies and Special Memories – cortometraggio direct-to-video (2011)
- Into Darkness - Star Trek (Star Trek Into Darkness), regia di J. J. Abrams (2013) – Spock

#### Televisione
- Four Star Playhouse – serie TV, episodio 1x08 (1953)
- Royal Playhouse (Fireside Theatre) – serie TV, episodio 5x26 (1953)
- Dragnet – serie TV, episodi 3x21-8x27 (1954-1959)
- Your Favorite Story – serie TV, 1 episodio (1955)
- Luke and the Tenderfoot – serie TV, episodio 1x01 (1955)
- Matinee Theatre – serie TV, episodio 1x124 (1956)
- Navy Log – serie TV, episodio 1x35 (1956)
- The Man Called X – serie TV, episodio 2x09 (1956)
- West Point – serie TV, episodi 1x07-1x28 (1956-1957)
- The Silent Service – serie TV, episodi 1x22-1x26-2x03 (1957-1958)
- Harbor Command – serie TV, episodio 1x18 (1958)
- Broken Arrow – serie TV, episodi 1x16-2x02-2x26 (1957-1958)
- La pattuglia della strada (Highway Patrol) – serie TV, episodi 3x08-4x10 (1957-1958)
- Cimarron City – serie TV, episodio 1x01 (1958)
- Target – serie TV, episodi 1x08-1x30 (1958)
- Avventure in fondo al mare (Sea Hunt) – serie TV, 8 episodi (1958-1960)
- Steve Canyon – serie TV, episodio 1x17 (1959)
- 26 Men – serie TV, episodi 2x19-2x21 (1959)
- Mackenzie's Raiders – serie TV, episodi 1x13-1x29 (1959)
- The Rough Riders – serie TV, episodio 1x30 (1959)
- Colt .45 – serie TV, episodio 2x13 (1959)
- Tombstone Territory – serie TV, episodio 3x06 (1959)
- Il tenente Ballinger (M Squad) – serie TV, episodi 2x29-3x35 (1959-1960)
- Carovane verso il West (Wagon Train) – serie TV, 4 episodi (1959-1962)
- Lock-Up – serie TV, episodio 1x20 (1960)
- Tate – serie TV, episodio 1x08 (1960)
- Michael Shayne – serie TV, episodio 1x02 (1960)
- Outlaws – serie TV, episodio 1x05 (1960)
- The Rebel – serie TV, episodio 2x08 (1960)
- Bonanza – serie TV, episodio 2x14 (1960)
- The Tall Man – serie TV, episodi 1x06-1x18 (1960-1961)
- Tales of Wells Fargo – serie TV, episodio 5x29 (1961)
- Gli uomini della prateria (Rawhide) – serie TV, episodio 3x27 (1961)
- Two Faces West – serie TV, episodio 1x32 (1961)
- 87ª squadra (87 Precinct) – serie TV, episodio 1x11 (1961)
- Ai confini della realtà (The Twilight Zone) – serie TV, episodio 3x15 (1961)
- Gunsmoke – serie TV, 4 episodi (1961-1966)
- Lotta senza quartiere (Cain's Hundred) – serie TV, episodio 1x19 (1962)
- Laramie – serie TV, episodio 3x21 (1962)
- Gli intoccabili (The Untouchables) – serie TV, episodio 3x17 (1962)
- Stoney Burke – serie TV, episodio 1x02 (1962)
- Sam Benedict – serie TV, episodio 1x06 (1962)
- Perry Mason – serie TV, episodio 6x13 (1963)
- The Fisher Family – serie TV, 1 episodio (1963)
- General Hospital – serie TV, episodio 1x17 (1963)
- Il dottor Kildare (Dr. Kildare) – serie TV, episodio 2x31 (1963)
- Undicesima ora (The Eleventh Hour) – serie TV, episodi 2x12-2x30 (1963-1964)
- Il virginiano (The Virginian) – serie TV, episodi 2x14-3x29-4x09 (1963-1965)
- Combat! – serie TV, episodi 2x06-4x16 (1963-1965)
- The Lieutenant – serie TV, episodio 1x22 (1964)
- The Outer Limits – serie TV, episodi 1x30-2x09 (1964)
- Organizzazione U.N.C.L.E. (The Man from U.N.C.L.E.) – serie TV, episodio 1x09 (1964)
- Profiles in Courage – serie TV, episodio 1x04 (1964)
- The Crisis – serie TV, episodi 2x01-2x23 (1964-1965)
- Death Valley Days – serie TV, episodio 13x24 (1965)
- A Man Called Shenandoah – serie TV, episodio 1x17 (1966)
- Daniel Boone – serie TV, episodio 2x17 (1966)
- Get Smart – serie TV, episodio 1x18 (1966)
- Star Trek – serie TV, 80 episodi (1966-1969) - Spock
- La valle del mistero (Valley of Mystery), regia di Joseph Lejtes – film TV (1967)
- Missione impossibile (Mission: Impossible) – serie TV, 49 episodi (1969-1971)
- Assault on the Wayne, regia di Marvin J. Chomsky – film TV (1971)
- Una testa di lupo mozzata! (Baffled!), regia di Philip Leacock – film TV (1972)
- Mistero in galleria (Night Gallery) – serie TV, episodio 3x10 (1972)
- Colombo (Columbo) – serie TV, episodio 2x06 (1973)
- L'ultimo colpo dell'ispettore Clark (The Alpha Caper), regia di Robert Michael Lewis – film TV (1973)
- Rex Harrison Presents Stories of Love, regia di John Badham e Arnold Laven – film TV (1974)
- I contagiati (The Missing Are Deadly), regia di Don McDougall – film TV (1975)
- Seizure: The Story of Kathy Morris, regia di Gerald I. Isenberg – film TV (1980)
- Vincent, regia di Leonard Nimoy – film TV (1981)
- Una donna di nome Golda (A Woman Called Golda), regia di Alan Gibson – film TV (1982)
- Marco Polo, regia di Giuliano Montaldo – miniserie TV (1982)
- T.J. Hooker – serie TV, episodio 2x16 (1983)
- Il sole sorge ancora (The Sun Also Rises), regia di James Goldstone – miniserie TV (1984)
- Nel regno delle fiabe (Faerie Tale Theatre) – serie TV, episodio 5x01 (1986)
- Condanna (Never Forget), regia di Joseph Sargent – film TV (1991)
- Star Trek: The Next Generation – serie TV, episodi 5x07-5x08 (1991) - Spock
- Bonanza: Under Attack, regia di Mark Tinker – film TV (1995)
- Oltre i limiti (The Outer Limits) – serie TV, episodio 1x18 (1995)
- Davide (David), regia di Robert Markowitz – miniserie TV (1997)
- Brave New World, regia di Leslie Libman e Larry Williams – film TV (1998)
- The Lost World, regia di Jack Fletcher – film TV (1998)
- Becker – serie TV, episodio 3x21 (2001)
- Fringe – serie TV, 11 episodi (2009-2012)

#### Videoclip
- The Bangles Going Down to Liverpool, regia di Tamar Simon Hoffs (1984)
- Bruno Mars The Lazy Song (Alternate Version), regia di Nez (2011)

### Doppiatore

#### Cinema
- Transformers - The Movie (The Transformers: The Movie), regia di Nelson Shin (1986) – Galvatron
- Pagemaster - L'avventura meravigliosa (Pagemaster), regia di Pixote Hunt e Joe Johnston (1994)
- Armageddon: Target Earth (1998)
- Rashi: A Light After the Dark Ages, regia di Ashley Lazarus (1999)
- Sinbad - Un'avventura di spada e magia (Sinbad: Beyond the Veil of Mists), regia di Evan Ricks e Alan Jacobs (2000)
- Atlantis - L'impero perduto (Atlantis: The Lost Empire), regia di Gary Trousdale e Kirk Wise (2001)
- Land of the Lost, regia di Brad Silberling (2009)
- Star Trek Evolutions, regia di Tim King – cortometraggio (2009) - narratore
- Transformers 3 (Transformers: Dark of the Moon), regia di Michael Bay (2011)
- Zambezia, regia di Wayne Thornley (2012)

#### Televisione
- Star Trek – serie animata, 22 episodi (1973-1974) - Spock
- Lights, regia di Yehuda Wurtzel – cortometraggio TV (1984)
- A capofitto nell'ora delle streghe (The Halloween Tree), regia di Mario Piluso – film TV (1993)
- I Simpson (The Simpsons) – serie animata, episodi 4x12-8x10 (1993-1997) - Leonard Nimoy
- Duckman (Duckman: Private Dick/Family Man) – serie animata, episodio 4x27 (1997) - Leonard Nimoy
- Invasion America – serie animata, 4 episodi (1998)
- Futurama – serie animata, episodi 1x01-4x11 (1999-2002) - testa di Leonard Nimoy
- The Big Bang Theory – serie TV, episodio 5x20 (2012) - Mego di Spock

#### Videogiochi
- Star Trek: Strategic Operations Simulator (1983) – Spock
- Star Trek: 25th Anniversary (1992) – Spock
- Star Trek: Judgment Rites (1993) – Spock
- Seaman (1999) – narratore
- Atlantis - L'impero perduto (Atlantis: The Lost Empire) (2001)
- Civilization IV (2005)
- Kingdom Hearts Birth by Sleep (2010)
- Star Trek Online (2010) – Spock
- Kingdom Hearts 3D: Dream Drop Distance (2012)
- Family Guy: The Quest for Stuff (2014) – Spock

### Regista

#### Cinema
- Star Trek III - Alla ricerca di Spock (Star Trek III: The Search for Spock) (1984)
- Star Trek IV - Rotta verso la Terra (Star Trek IV: The Voyage Home) (1986)
- Tre scapoli e un bebè (Three Men and a Baby) (1987)
- Diritto d'amare (The Good Mother) (1988)
- Body Wars – cortometraggio (1989)
- Bebè mania (Funny About Love) (1990)
- Marito a sorpresa (Holy Matrimony) (1994)

#### televisione
- Mistero in galleria (Night Gallery) – serie TV, episodio 3x12 (1973)
- Vincent – film TV (1981)
- Il principe delle stelle (The Powers of Matthew Star) – serie TV, episodio 1x09 (1982)
- T.J. Hooker – serie TV, episodio 2x14 (1983)
- Deadly Games – serie TV, episodio 1x01 (1995)

### Sceneggiatore
- In Search of... – serie TV, 2 episodi (1980-1981)
- Vincent, regia di Leonard Nimoy – film TV (1981)
- Rotta verso la Terra (Star Trek IV: The Voyage Home), regia di Leonard Nimoy (1986)
- Rotta verso l'ignoto (Star Trek VI: The Undiscovered Country), regia di Nicholas Meyer (1991)

### Produttore
- Deathwatch, regia di Vic Morrow (1966)
- Rotta verso l'ignoto (Star Trek VI: The Undiscovered Country), regia di Nicholas Meyer (1991)
- Deadly Games – serie TV, 8 episodi (1995-1997)

## Teatro (parziale)
- Full Circle, regia di Otto Preminger, ANTA Playhouse, New York (1973)
- Equus, regia di John Dexter, Plymouth Theatre e Helen Hayes Theatre, New York (1974-1977)
- The Apple Doesn't Fall..., regia di Leonard Nimoy, Lyceum Theatre, New York (1996)
- Vincent
- Fiddler on the Roof
- The Man in the Glass Booth
- Oliver!
- Six Rms Riv Vu
- Camelot
- One Flew Over the Cuckoo's Nest
- The King and I
- Caligola
- The Four Poster
- La dodicesima notte
- Sherlock Holmes
- My Fair Lady

## Radio
- The Time Machine – audiodramma (1994)

## Discografia parziale

### Album in studio
- 1967 - Leonard Nimoy Presents Mr. Spock's Music from Outer Space (Dot Records)
- 1968 - Two Sides of Leonard Nimoy (Dot Records)
- 1968 - The Way I Feel (Dot Records)
- 1969 - The Touch of Leonard Nimoy (Dot Records)
- 1970 - The New World of Leonard Nimoy (Dot Records)

## Libri
- (EN) I am not Spock, New York, Hyperion Books, 1975.
- (EN) I am Spock, New York, Hyperion Books, 1995, ISBN 0-7868-6182-7.
  -  Io sono Spock, Roma, Fanucci, 1998, ISBN 8834706099.

## Riconoscimenti (parziale)
- Online Film & Television Association
  - 2021 - OFTA TV Hall of Fame - Personaggio per Mr. Spock in Star Trek
- Primetime Emmy Awards
  - 1967 - Candidatura al miglior attore non protagonista in una serie drammatica per Star Trek
  - 1968 - Candidatura al miglior attore non protagonista in una serie drammatica per Star Trek
  - 1969 - Candidatura al miglior attore non protagonista in una serie drammatica per Star Trek
  - 1982 - Candidatura al miglior attore non protagonista in una miniserie o film per Una donna di nome Golda
- Saturn Award
  - 1979 - Candidatura al miglior attore non protagonista per Terrore dallo spazio profondo
  - 1980 - Candidatura al miglior attore non protagonista per Star Trek
  - 1985 - Candidatura al miglior regista per Star Trek III - Alla ricerca di Spock
  - 1987 - Candidatura al miglior regista per Rotta verso la Terra
  - 1987 - Candidatura al miglior attore per Rotta verso la Terra
  - 1987 - Life Career Award
  - 2009 - Lifetime Achievement Award
  - 2010 - Miglior guest star in una serie televisiva per Fringe
- Walk of Fame
  - 1985 - Motion Picture, al 6651 di Hollywood Boulevard

## Doppiatori italiani
Nelle versioni in italiano delle sue opere, Leonard Nimoy è stato doppiato da:
- Vittorio Di Prima in Missione impossibile, Star Trek (film 1979), Star Trek II - L'ira di Khan, Star Trek IV - Rotta verso la Terra
- Renato Mori in Catlow, Terrore dallo spazio profondo, Fringe (st. 1-2)
- Luciano De Ambrosis in Oltre i limiti, Fringe (st. 3-4)
- Sergio Graziani in Star Trek (2009), Into Darkness - Star Trek
- Paride Calonghi in Star Trek (serie televisiva) (1ª voce)
- Silvano Piccardi in Star Trek (serie televisiva) (2ª voce)
- Giancarlo Padoan in Star Trek (serie televisiva) (3ª voce)
- Alarico Salaroli in  Star Trek (film 1979, scene aggiunte presenti nelle versioni home-video)
- Mario Bardella in Star Trek III - Alla ricerca di Spock
- Sandro Sardone in Star Trek V - L'ultima frontiera
- Carlo Sabatini in Star Trek VI - Rotta verso l'ignoto
- Renato Cortesi in Star Trek VI - Rotta verso l'ignoto (scene aggiunte presenti nelle versioni home-video)
- Sandro Iovino in Star Trek: The Next Generation
- Mario Erpichini in T.J. Hooker
- Dario Penne in Una donna di nome Golda
- Giancarlo Maestri in Colombo
- Mario Scarabelli in Becker
- Alessandro Rossi in Davide
- Sergio Rossi in Marco Polo

Da doppiatore è sostituito da:
- Dario Penne in Transformers 3, The Big Bang Theory
- Diego Reggente in Star Trek (serie animata)
- Michele Gammino in Pagemaster - L'avventura meravigliosa
- Pasquale Anselmo ne I Simpson (ep. 4x12)
- Roberto Draghetti ne I Simpson (ep. 8x10)
- Gianni Musy in Atlantis - L'impero perduto
- Alessandro Rossi in Futurama (ep. 1x01)
- Nino Prester in Futurama (ep. 4x11)
- Stefano Mondini in Land of the Lost
- Pietro Ubaldi in Zambezia
- Romano Malaspina in Transformers - The Movie (ridoppiaggio)